# Jules Lemaître
François Élie Jules Lemaître (Vennecy, Loiret (França), 27 d'abril de 1853 – Tavers, França, 4 d'agost de 1914) fou un crític i dramaturg francès.

## Biografia
El 1883 esdevingué professor a la Universitat de Grenoble, quan ja era conegut per la seva crítica literària, i el 1884 va dimitir del càrtrec per dedicar-se de ple a la literatura. Va succeir a Jean-Jacques Weiss com a crític de teatre del Journal des Débats, i a continuació ocupà el mateix càrrec a la Revue des Deux Mondes. Els seus estudis literaris van ser recollits sota el títol de Les Contemporains (7 sèries, 1886-99), i els seus fulletons dramàtics com Impressions de Théàtre (10 sèries, 1888-98).
Els perfils d'autors moderns de Lemaître mostren profunditat i un criteri sorprenents així com vivacitat i originalitat d'expressió. Fou admès a l'Acadèmia francesa el 16 de gener de 1896. Les seves visions polítiques van quedar definides a La Campagne Nationaliste (1902), recull de conferències que donà pel territori francès conjuntament amb Godefroy Cavaignac.
Lemaître va dur a terme una campanya nacionalista a l'Écho de Paris, i fou durant un temps president de la Ligue de la Patrie Française. La Lliga va néixer el 1898 de la mà de tres joves acadèmics, Louis Dausset, Gabriel Syveton i Henri Vaugeois, que volien mostrar que el dreyfusisme no era acceptat per tothom a la Universitat. Van impulsar una petició que atacava Émile Zola i el que molts van veure com una conspiració internacionalista, pacifista i d'esquerres. Charles Maurras va obtenir l'interès de l'escriptor Maurice Barrès, i el moviment va obtenir el suport de tres personalitats eminents: el geògraf Marcel Dubois, el poeta François Coppée i el crític i Jules Lemaître.
Lemaître va dimitir de la Ligue de la Patrie Française el 1904, i va dedicar la resta de la seva vida a l'escriptura.

## Publicacions
No ficció
- La Comédie après Molière et le Théâtre de Dancourt (1882).
- Quomodo Cornelius Noster Aristotelis Poeticam sit Interpretatus (1882).
- Les Contemporains. Études et Portraits Littéraires (7 vols., 1886–1899; 8th vol. posthumous).
- Corneille et la Poétique d'Aristote (1888).
- Impressions de Théâtre (10 vols., 1888–1898).
- L'Imagier, Études et Portraits Contemporains (1892).
- Jean-Jacques Rousseau (1907).
- Jean Racine (1908).
- Fénelon (1910).
- Châteaubriand (1912).
- Les Péchés de Sainte-Beuve (1913).

Teatre
- Révoltée (1889).
- Le Député Leveau (1890).
- Mariage Blanc (1891).
- Flipote (1893).
- Le Pardon (1895).
- L'Âge Difficile (1895).
- La Bonne Hélène (1896).
- L'Aînée (1898).
- Bertrade (1905).
- La Massière (1905).
- Le Mariage de Télémaque (1910).
- Kismet (1912).
- Un Salon (1924, posthumous).

Poesia
- Les Médaillons (1880).
- Petites Orientales (1883).

Miscel·lània
- Sérénus, Histoire d'un Martyr. Contes d'Autrefois et d'Aujourd'hui (1886).
- Dix Contes (1890).
- Les Rois (1893).
- Myrrha, Vierge et Martyre (1894).
- La Franc-maçonnerie (1899).
- Contes Blancs: la Cloche; la Chapelle Blanche; Mariage Blanc (1900).
- En Marge des Vieux Livres (1905–1907).
- Discours Royalistes, 1908–1911 (1911).
- La Vieillesse d'Hélène. Nouveaux Contes en Marge (1914).